# Peter Medak
Peter Medak, eredeti neve: Medák Péter (Budapest, 1937. december 23. –) filmrendező, producer.

## Életpályája
Apja, Medák Gyula (1895–1953) posztó- és textilgyárak képviselője, anyja Diamantstein Erzsébet volt. 1956-ban emigrált. 1956–1963 között a londoni AB-Pathé cég hangosztályának munkatársa, majd vágó, rendezőasszisztens, segédrendező és gyártásvezető volt. 1962-ben Fred Zinnemann, Carol Reed és David Lean munkatársa volt. 1963-tól az USA-ban él. 1966-ban Guy Hamiltonnal dolgozott együtt. 1967-től a Paramount Pictures rendezője. 1968-tól önálló, színházi producer is.

## Magánélete
Első felesége Katherine LaKermance volt, akitől két gyermeke született. 1972-ben megözvegyült. Két gyermeke született második feleségétől, Carolyn Seymour (1947–) brit színésznőtől is, 1984-ben elváltak. Harmadik házastársa Julia Migenes (1949–) amerikai operaénekesnő volt, akivel 1988 és 2003 között élt együtt.

## Filmjei
- Negatívok (1968)
- A felső tízezer (1972)
- Mihaszna Joe halálának egy napja (1972)
- Kísértet verőfényben (1973)
- A harmadik leány balról (1973)
- Alfred Nobel (1976)
- Minden lében két kanál: Sportesélyek (1976)
- Alfa holdbázis (1976-1977)
- A különös munka (1978)
- Az elcserélt gyermek (1979)
- A pótmama (The Babysitter) (1980)
- Zorró, a penge (1981)
- A paradicsom úrnője (1981)
- Alkonyzóna (1985-1987)
- Magnum (1985)
- Férfiak klubja (1986)
- Egy kórház magánélete (1987)
- A szépség és a szörnyeteg (1987)
- A Kray fivérek (1990)
- Az emberi hang (1990)
- Az igazság malmai (1991)
- Mesék a kriptából IV. (1992)
- Rómeó vérzik (1993)
- Pontiac expedíció (1993-1994)
- Gyilkos utcák (1994-1998)
- A Notre Dame-i toronyőr (1997)
- A lény 2. (1998)
- Különleges ügyosztály (1999)
- Copperfield Dávid (2000)
- Őrangyal (2001-2003)
- New Orleans-i történet (2001)
- Drót (2002)
- Trójai Heléna (2002)
- Karnevál - A vándorcirkusz (2003)
- Hetedik mennyország (2004)
- Doktor House (2004)
- "Balhüvelykem bizsereg..." (2006)
- A törvény jogán (2006)
- A Horror Mesterei - Elnöki lakoma (2007)
- Szex és hazugság a Bűn Városában (2008)
- Totál szívás (2009)
- Döglött akták (2009)